# 伊庭斉志
伊庭 斉志（いば ひとし、1962年(昭和37年)10月28日 - ）は、京都府出身の人工知能学者。
工学博士。東京大学大学院情報理工学系研究科電子情報学専攻教授。また、1,000本以上の経験をもつPADIダイブマスターであり、水中ナチュラリストとしても活動している。
進化計算、進化型ロボット、メタヒューリスティックス、創発、複雑系、人工生命の研究に従事。これらの応用として、合成生物学、バイオインフォマティクス、金融工学、ヒューマノイドロボットの研究も行っている。
遺伝的アルゴリズム、遺伝的プログラミングに関する著書を多数執筆し、実践的なAI教育にも携わる。

## 略歴
1985年3月～4月：東京大学理学部情報科学科卒業、東京大学大学院工学系研究科情報工学専攻修士課程入学。1990年3月～4月：同専攻博士課程修了（工学博士）、電子技術総合研究所入所。
1996年：スタンフォード大学 客員研究員（～1997年）1998年3月～4月：電子技術総合研究所退所、東京大学大学院工学系研究科電子情報工学専攻助教授転籍。2004年7月：東京大学大学院新領域創成科学研究科基盤情報学専攻教授昇任。
2008年4月：東京大学大学院工学系研究科電気系工学専攻教授転任。2011年4月：東京大学大学院情報理工学系研究科電子情報学専攻教授転任。

### 受賞・栄典
- 1988年、人工知能学会 1988年度論文賞[1]
- 2003年、人工知能学会 2003年度論文賞[2]
- 2011年 Genetic and Evolutionary Computation Conference (GECCO'2011), Best Paper Award[3]
- 2016年、第25回 2016年度大川出版賞（公益財団法人 大川情報通信基金）[4]
- 2016年、日本図書館協会 2016年度選定図書 [5]
- 2022年、30 years of PADI Membership Achievement Award

## 社会的活動
- 進化計算学会（2011～2012年：会長）
- 人工知能学会（2006～2008年：理事）
- IEEE Transaction on Evolutionary Computation（1997年～2013年：Associate Editor）
- Genetic Programming and Evolvable Machines（1997年～：Associate Editor）

## 主要な著作
学位論文
- 伊庭斉志『代数学的手法に基づく幾何学的概念の推論.』〈博士論文（博工第2552号, 甲08609）〉1990年3月。学位授与日：1990.03.29、課程博士、工学博士、東京大学大学院工学系研究科 情報工学専攻

著書
- 伊庭斉志『遺伝的アルゴリズムの基礎』オーム社、1994年。ISBN 978-4274078026。
- 伊庭斉志『遺伝的プログラミング』東京電機大学出版、1996年。ISBN 978-4501525408。
- 伊庭斉志『進化論的計算の方法』東京大学出版会、1999年。ISBN 978-4-13-061401-6。
- 伊庭斉志『遺伝的プログラミング入門』東京大学出版会、2001年。ISBN 978-4-13-061402-3。
- 伊庭斉志『遺伝的アルゴリズムと進化のメカニズム』岩波書店、2002年。ISBN 9784000111607。
- Iba,H.; Nikolaev,N. (2006). Adaptive Learning of Polynomial Networks Genetic Programming, Backpropagation and Bayesian Methods. Genetic and Evolutionary Computation. Springer. ISBN 0-387-31239-0
- 伊庭斉志『複雑系のシミュレーション：Swarmによるマルチ・エージェントシステム"』2007年。ISBN 978-4-339-02419-7。
- Iba,H.; Paul,T.K. and Hasegawa,Y. (2009). Applied Genetic Programming and Machine Learning. Taylor & Francis, Inc.. ISBN 978-1439803691
- 伊庭斉志『金融工学のための遺伝的アルゴリズム』オーム社、2011年。ISBN 978-4-274-06843-0。
- Iba,H.; Noman,N. (2011). New Frontiers in Evolutionary Algorithms: Theory and Applications. World Scientific Publishing Company. ISBN 1848166818
- Iba,H.; Aranha,C.C. (2012). Practical Applications of Evolutionary Computation to Financial Engineering: Robust Techniques for Forecasting, Trading and Hedging. Springer-Verlag New York Inc.. ISBN 3642276474
- Iba,H. (2013). Agent-Based Modeling and Simulation with Swarm. Chapman and Hall/CRC. ISBN 146656234X
- 伊庭斉志『人工知能と人工生命の基礎』オーム社、2013年。ISBN 978-4-274-06917-8。
- 伊庭斉志『人工知能の方法～ゲームからWWWまで～』コロナ社、2014年。ISBN 978-4-13-061402-3。
- 伊庭斉志『進化計算と深層学習―創発する知能』オーム社、2015年。ISBN 978-4-274-21802-6。
- Iba,H.; Noman,N. (eds.), (2016). Evolutionary Computation in Gene Regulatory Network Research. Wiley Series in Bioinformatics. Wiley. ISBN 1118911512
- Iba,H. (2018). Evolutionary Approach to Machine Learning and Deep Neural Networks: Neuro-Evolution and Gene Regulatory Networks. Springer. ISBN 9811301999
- 伊庭斉志『ゲームAIと深層学習: ニューロ進化と人間性』オーム社、2018年。ISBN 978-4-274-22252-8。
- 伊庭斉志『深層学習とメタヒューリスティクス ディープ・ニューラルエボリューション』オーム社、2019年。ISBN 978-4-274-22446-1。
- Iba,H. (2019). AI and Swarm: Evolutionary approach to emergent intelligence. CRC Press. ISBN 0367136317
- Iba,H.; Noman,N.(eds.) (2020). Deep Neural Evolution, Deep Learning with Evolutionary Computation. Springer. ISBN 978-981-15-3684-7
- Iba,H. (2022). Swarm Intelligence and Deep Evolution: Evolutionary Approach to Artificial Intelligence. CRC Press. ISBN 1032009152
- 伊庭斉志『Unity シミュレーションで学ぶ人工知能と人工生命-- 創って理解するAI--』オーム社、2022年。ISBN 978-4-274-22910-7。

## 主な課程博士
- 安藤晋[6](後 群馬大学、東京理科大学)
- 徳井直生[7](後 Qosmo、慶應義塾大学大学院政策・メディア研究科)
- 矢吹太朗[8](後 青山学院大学、千葉工業大学)